# إيزولدا ديشوك
إيزولدا ديشوك (بالألمانية: Isolda Dychauk)‏ هي ممثلة ألمانية، ولدت في 4 فبراير 1993 في روسيا.

## وصلات خارجية
- إيزولدا ديشوك على موقع IMDb (الإنجليزية)
- إيزولدا ديشوك على موقع ألو سيني (الفرنسية)
- إيزولدا ديشوك على موقع أول موفي (الإنجليزية)
- إيزولدا ديشوك على موقع قاعدة بيانات الأفلام السويدية (السويدية)
- إيزولدا ديشوك على موقع قاعدة بيانات الفيلم (الإنجليزية)
- إيزولدا ديشوك على موقع كينوبويسك (الروسية)